# Comuna de Wysokie
Wysokie (polaco: Gmina Wysokie) é uma gminy (comuna) na Polónia, na voivodia de Lublin e no condado de Lubelski. A sede do condado é a cidade de Wysokie.
De acordo com os censos de 2004, a comuna tem 5216 habitantes, com uma densidade 45,7 hab/km².

## Área
Estende-se por uma área de 114,18 km², incluindo:
- área agrícola: 85%
- área florestal: 9%

## Demografia
Dados de 30 de Junho 2004:
|                      | Total   | Total | Mulheres | Mulheres | Homens  | Homens |
| -------------------- | ------- | ----- | -------- | -------- | ------- | ------ |
|                      | pessoas | %     | pessoas  | %        | pessoas | %      |
| População            | 5216    | 100   | 2685     | 51,5     | 2531    | 48,5   |
| Densidade (pop./km²) | 45,7    | 100   | 23,5     | 23,5     | 22,2    | 22,2   |

De acordo com dados de 2002, o rendimento médio per capita ascendia a 1111,52 zł.

## Comunas vizinhas
- Bychawa, Krzczonów, Turobin, Zakrzew, Żółkiewka